# Version 2.0
Version 2.0 es el segundo álbum del grupo de rock alternativo Garbage. El mismo se lanzó mundialmente en mayo de 1998, y fue la continuación del disco debut Garbage, que consiguió múltiples discos de platino. A pesar de tener un frío inicio de ventas, este disco logró igualar a su antecesor, convirtiéndose el certificado de platino en varios territorios.
De igual forma que con su primer CD, Garbage promocionó Version 2.0 con un tour de año de duración y una serie de singles con sus respectivos videos musicales. Version 2.0 fue nominado a los Premios Grammy en las categorías Álbum del Año y Mejor Álbum Rock, y su tercer sencillo, Special, fue nominado el año siguiente en las categorías Mejor Canción Rock y Mejor interpretación de un dúo o grupo con vocalista.
Trabajando en los marcos de sonido y estilo establecidos en su álbum debut, Garbage incluye en Version 2.0 referencias musicales a las décadas de 1960, 70' y 80', canciones caracterizadas por instrumentos de cuerda frotada y más de 100 reproducciones e interpolaciones de canciones de los Beach Boys y The Pretenders. La banda confesó que el objetivo de Version 2.0 fue el de crear una aproximación entre las "altas tecnologías y el low-down, los nuevos sonidos y las épocas doradas".

## Lista de canciones
Todos los temas fueron compuestos por Garbage
1. "Temptation Waits" – 4:36
2. "I Think I'm Paranoid" – 3:38
3. "When I Grow up" – 3:24
4. "Medication" – 4:08
5. "Special" – 3:43
6. "Hammering in My Head" – 4:52
7. "Push It" – 4:02
8. "The Trick is To Keep Breathing" – 4:12
9. "Dumb" – 3:50
10. "Sleep Together" – 4:03
11. "Wicked Ways" – 3:43
12. "You Look So Fine" – 5:24

### Bonus Tracks en la Edición Japonesa
1. "Lick the Pavement" – 2:41
2. "Thirteen" (Alex Chilton, Chris Bell) – 3:28
3. "Push It" (Boom Boom Satellites mix) – 6:44

### Disco Bonus EspecialLive Edition
1. "Dumb" – 4:26
2. "Stupid Girl" (Garbage, Strummer, Mick Jones) – 4:12
3. "Temptation Waits" – 5:19
4. "Vow" – 5:12

## Ventas y posiciones en listas
| País           | Mejor posición | Certificación | Ventas    |
| -------------- | -------------- | ------------- | --------- |
| Nivel Mundial  |                |               | 4 000 000 |
| Australia      | 5              | Platino       | 170 000+  |
| Canadá         |                | Platino       | 300 000+  |
| Francia        | 1              | Oro           | 410 000+  |
| Nueva Zelanda  | 1              | Platino       | 15 000+   |
| Suecia         | 12             | Oro           | 40 000+   |
| Reino Unido    | 1              | 2x Platino    | 576 705   |
| Estados Unidos | 13             | Platino       | 1 700 000 |